# Henrique Hilário
Henrique Hilário Meireles Alves Sampaio (Sao Pedro da Cova, Portugália, 1975. október 21. –) portugál labdarúgó. 2006. május 31-én írt alá 3 évre a Chelsea-hez, miután honfitársa, José Mourinho menedzser a csapathoz hívta.

## Pályafutása
Hilário 2006. július 1-jén csatlakozott a Chelsea-hez a portugál Nacional Madeira-tól. Korábban játszott többek közt az FC Porto-ban is, amellyel két bajnoki címet, három portugál kupát és három szuperkupát nyert.
Hiláriót a távozó Leonard Pidgeley helyére, harmadik számú kapusnak igazolták, ám Carlo Cudicini és Petr Čech sérülése miatt, rögtön az idény legnagyobb presztízsmérkőzésén debütált, az FC Barcelona elleni Bajnokok Ligája-mérkőzésen 2006. október 18-án. A mérkőzést a Chelsea 1–0-ra megnyerte, míg Hilário jól védett, s nem kapott gólt. Első Premier League mérkőzését három nappal később, október 21-én a Portsmouth ellen játszotta. A 2006-2007-es szezonban összesen 18 mérkőzésen vett részt, három alkalommal a Bajnokok Ligájában, négyszer a kupákban; a Sheffield United elleni idegenbeli bajnoki meccsen pedig megfogott egy büntetőt. A 18 mérkőzés közül 8-szor nem kapott gólt. Čech februári visszatérése után ismét a kispadra kényszerült, utolsó mérkőzését a szezonban a Wigan Athletic ellen játszotta 2007. január 13-án. Az Arsenal elleni Ligakupa-döntőn 2007. február 25-én csak a cserék között szerepelt.
A 2007-es FA-kupa döntője előtt a csapatot sújtó sérülések miatt Mourinho mester fontolgatta, hogy Hilário-t játszatni fogja; mint csatár. Mourinho a kérdésekre azt válaszolta: "Hilário nem rossz csatár". Hilário végül nem játszott a mérkőzésen.
A 2007-08-as szezonban először december 23-án, a Blackburn Rovers ellen az Ewood Park-ban csereként lépett pályára a sérült Čech helyére. Első számú kapus volt a Newcastle United és a Fulham ellen; a Chelsea mindkét mérkőzést 2–1-re nyerte meg. 2008. január 5-én a Queens Park Rangers ellen az FA-kupában, majd január 8-án a Ligakupában az Everton ellen is ő állt a Chelsea kapujában. 2008. április 8-án a Bajnokok Ligája negyeddöntőjének második mérkőzésén csereként állt be a Fenerbahçe ellen, mivel Cudicini megsérült. Hilário nem kapott gólt, a Chelsea 2–0-ra győzött és az elődöntőbe jutott. Ez volt az utolsó mérkőzése a szezonban.

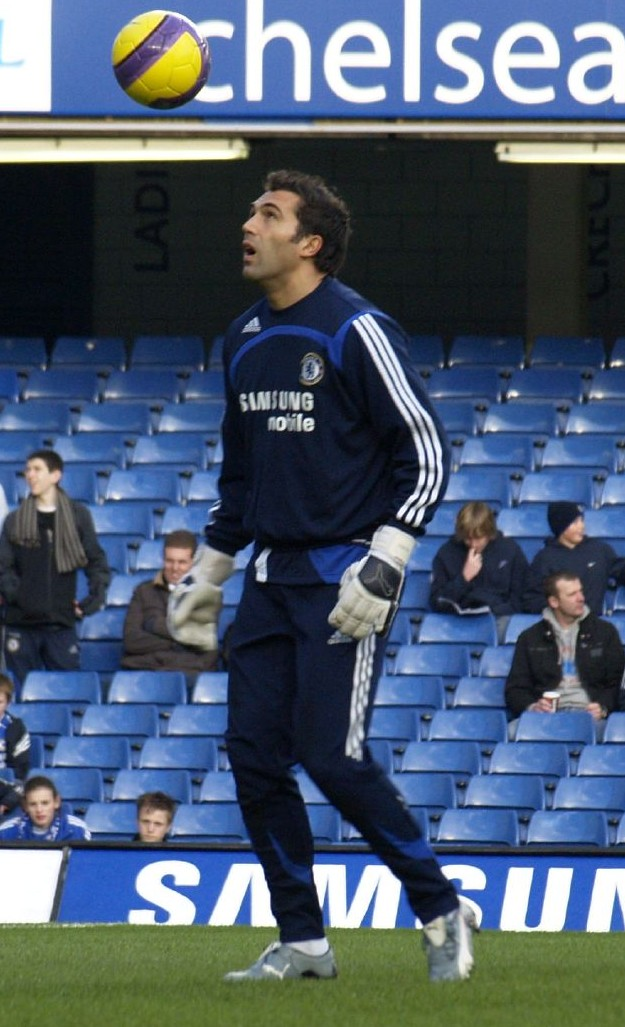
Henrique Hilário

## Statisztika
| Klub     | Szezon  | Hazai bajnokság | Hazai bajnokság | Hazai kupa | Hazai kupa | UEFA  | UEFA | Összesen | Összesen |
| Klub     | Szezon  | Meccs           | Gól             | Meccs      | Gól        | Meccs | Gól  | Meccs    | Gól      |
| -------- | ------- | --------------- | --------------- | ---------- | ---------- | ----- | ---- | -------- | -------- |
| Chelsea  | 2006–07 | 11              | 0               | 4          | 0          | 3     | 0    | 18       | 0        |
| Chelsea  | 2007–08 | 3               | 0               | 2          | 0          | 1     | 0    | 6        | 0        |
| Chelsea  | 2008–09 | 0               | 0               | 0          | 0          | 0     | 0    | 0        | 0        |
| Chelsea  | Össz.   | 14              | 0               | 6          | 0          | 4     | 0    | 24       | 0        |
| Összesen |         |                 |                 |            |            |       |      |          |          |

## Sikerei, díjai
- 2007 – Angol Ligakupa

## Külső hivatkozások
- Henrique Hilário pályafutásának statisztikái a Soccerbase oldalon (angolul)

- Profilja a chelseafc.com-on
- Profilja a chelseafc.hu-n